# Little Stonham
Little Stonham lub Stonham Parva – wieś i civil parish w Anglii, w hrabstwie Suffolk, w dystrykcie Mid Suffolk. Leży 16 km na północ od miasta Ipswich i 114 km na północny wschód od Londynu. W 2011 civil parish liczyła 399 mieszkańców.